# Weston (Massachusetts)
Weston è un comune degli Stati Uniti d'America facente parte della contea di Middlesex nello stato del Massachusetts. La popolazione della città è, secondo il censimento federale del 2010, di 11 478.
Weston è fra le città più ricche di Boston, ed ha il più alto reddito pro capite dello Stato (pari a 192563 $). Possiede uno dei migliori sistemi di educazione pubblica negli Stati Uniti, piazzandosi ottavo nel Massachusetts,  secondo il Boston Magazine (2009). La città ha il più basso tasso di criminalità nella periferia di Boston, disponendo di strade private pattugliate dalla polizia locale. Nonostante una popolazione di 11 478, l'area di Weston è paragonabile a quella di Newton, con una popolazione di circa 89 000. Di conseguenza, le case localizzate a Weston sono in media molto più grandi di quelle presenti nelle città vicine, con notevole spazio tra ogni residenza. La vendita dell'alcol era proibita dal 1838 al 2005.